# Чемпионат России по плаванию на открытой воде 2019
Чемпионат России по плаванию на открытой воде 2019 года прошёл с 30 мая по 3 июня в акватории Таманского залива Азовского моря (посёлок Сенной, Темрюкский район, Краснодарский край). Пловцы соревновались на семи дистанциях: 5 км, 10 км и 16 км у мужчин и женщин, смешанной эстафете 4 х 1250 метров.

## Призёры

### Мужчины
| Дистанция           | Золото                                              | Золото    | Серебро                                            | Серебро   | Бронза                              | Бронза    |
| ------------------- | --------------------------------------------------- | --------- | -------------------------------------------------- | --------- | ----------------------------------- | --------- |
| 5 км 22 участника   | Кирилл Абросимов Московская обл. — Ярославская обл. | 57.12,3   | Денис Адеев Волгоградская область                  | 57.12,5   | Антон Евсиков Волгоградская область | 57.14,0   |
| 10 км 20 участников | Кирилл Абросимов Московская обл. — Ярославская обл. | 1:55.24,0 | Евгений Дратцев Московская обл. — Ярославская обл. | 1:55.35,3 | Кирилл Долгов Удмуртия              | 1:55.42,1 |
| 16 км 18 участников | Евгений Дратцев Московская обл. — Ярославская обл.  | 3:07.02,3 | Кирилл Беляев Московская обл. — Ярославская обл.   | 3:07.03,1 | Кирилл Долгов Удмуртия              | 3:07.06,7 |

### Женщины
| Дистанция         | Золото                                          | Золото    | Серебро                                          | Серебро   | Бронза                                | Бронза    |
| ----------------- | ----------------------------------------------- | --------- | ------------------------------------------------ | --------- | ------------------------------------- | --------- |
| 5 км 23 участницы | Мария Новикова Волгоградская область            | 1:04.59,0 | Валерия Ермакова Московская обл. — Липецкая обл. | 1:05.06,4 | Екатерина Сорокина Пермский край      | 1:05.06,5 |
| 10 км 12 участниц | Анастасия Крапивина Удмуртия — Липецкая область | 2:09.01,8 | Мария Новикова Волгоградская область-1           | 2:09.03,0 | Анастасия Басалдук Московская область | 2:09.07,2 |
| 16 км 10 участниц | Софья Колесникова Челябинская область           | 3:31.15,6 | Мария Новикова Волгоградская область             | 3:32.12,0 | Анастасия Басалдук Московская область | 3:32.55,9 |

### Смешанные соревнования
| Дистанция                    | Золото                                                                                | Золото    | Серебро                                                                             | Серебро   | Бронза                                                                         | Бронза    |
| ---------------------------- | ------------------------------------------------------------------------------------- | --------- | ----------------------------------------------------------------------------------- | --------- | ------------------------------------------------------------------------------ | --------- |
| Эстафета 4 х 1250 м 5 команд | Московская область Кирилл Беляев Валерия Ермакова Анастасия Басалдук Кирилл Абросимов | 1:00.33,3 | Липецкая область Анастасия Крапивина Сергей Черенков Алиса Скорнякова Роман Карякин | 1:01.23,5 | Тульская область Мария Бабкина Артём Мамушкин Дарья Волобуева Роман Кожевников | 1:01.25,6 |

## Командный зачёт
1. Московская область — 229,60
2. Волгоградская область — 219,00
3. Тульская область — 218,00
4. Липецкая область — 145,45
5. Ярославская область — 114,40
6. Пермский край — 103,00
7. Удмуртская Республика — 87,80
8. Челябинская область — 57,00
9. Москва — 9,00